# 青山久
青山 久（あおやま ひさし、1940年12月6日 - ）は、日本の医師、形成外科医、医学博士、愛知医科大学名誉教授。
専門は、熱傷、レーザー治療。特に乳幼児を中心とするアザのレーザー治療に関しては、難度の高い症例への対応、手術数、治療成績ともに豊富な実績があり、現在でも愛知医科大学形成外科の重点項目となっている。
また、モンゴル国との交流にも尽力し、オユンナ基金に集まった義捐金をもとに、1997年4月に女児、1998年10月には男児の巨大血管腫に対して、当時最新型のレーザー機器にて治療にあたった。その際、モンゴルから医師ハンドスーレン氏が来日している。

## 学歴
- 1959年 愛知県立旭丘高等学校卒業
- 1965年 名古屋大学医学部卒業
- 1965年 医学実地訓練（東京大学医学部付属病院）
- 1970年 名古屋大学大学院医学研究科修了
- 1981年 医学博士学位取得

## 職歴
- 1970年 名古屋大学医学部 皮膚科学教室副手
- 1970年 社会保険中京病院
- 1974年 愛知医科大学 非常勤講師（皮膚科）
- 1981年 社会保険中京病院 皮膚科部長 同年7月 名古屋大学医学博士 「熱傷受傷によって患者体内に蓄積するミトコンドリア機能低下物質の研究」
- 1982年 社会保険中京病院 形成外科部長
- 1984年 愛知医科大学附属病院 形成外科部長、助教授[4]
- 1990年 愛知医科大学附属病院 形成外科部長、教授[4]
- 2005年 愛知医科大学病院 形成外科部長、教授
- 2006年 愛知医科大学定年退官 形成外科名誉教授[4]

## 学会等の主催
- 1987年 第22回日本形成外科学会中部支部学術集会
- 1989年 第13回日本形成外科学会中部支部東海地方会
- 1989年 第14回日本形成外科学会中部支部東海地方会
- 1994年 第1回日本熱傷学会東海地方会
- 1995年 第2回日本熱傷学会東海地方会
- 1995年 第21回日本熱傷学会総会・学術集会
- 1997年 第5回東海頭蓋顎顔面人工材料研究会
- 1998年 第4回日本臨床毛髪外科学会
- 1999年 第6回日本熱傷学会東海地方会
- 2004年 第18回日本レーザー医学会東海地方会

## 学会等役員歴
日本形成外科学会理事、日本熱傷学会理事、日本熱傷学会専務理事、日本褥瘡学会評議員

## 学会専門医
日本形成外科学会専門医
日本熱傷学会専門医

## 賞罰
- 1997年 モンゴル文相より感謝状
- 2000年 旭丘高校同窓会記念賞受賞[5]